# McLaren MP4-31
De McLaren MP4-31 is een Formule 1-auto die gebruikt werd door McLaren in het seizoen 2016. De MP4-31 moest McLaren weer punten gaan opleveren na een teleurstellend 2015. Honda leverde dit jaar de krachtbron.

## Onthulling
De auto werd op 21 februari 2016 onthuld via een video op internet. Hierna verschenen ook de eerste foto's van de nieuwe bolide. De auto heeft net als vorig jaar een zwarte uitstraling met rode accenten. Ook dit jaar wordt de auto bestuurd door Fernando Alonso en Jenson Button. Tijdens de testdagen in Barcelona op 22 t/m 25 februari zal op maandag en woensdag Button achter het stuur zitten en Alonso op dinsdag en donderdag.

## Resultaten
| Resultaat                       |
| ------------------------------- |
| Winnaar                         |
| Tweede plaats                   |
| Derde plaats                    |
| Gefinisht (punten behaald)      |
| Gefinisht (geen punten behaald) |
| Niet geklasseerd (NC)           |
| Uitgevallen (DNF)               |
| Niet gekwalificeerd (DNQ)       |
| Gediskwalificeerd (DSQ)         |
| Niet gestart (DNS)              |
| Gewond (INJ)                    |
| Uitgesloten (EX)                |
| Teruggetrokken (WD)             |
| Niet deelgenomen (blanco cel)   |
| P Pole position                 |
| S Snelste ronde                 |

| Jaar | Chassis        | Motor                 | Banden | Coureurs          | 1   | 2   | 3   | 4   | 5   | 6   | 7   | 8   | 9   | 10  | 11  | 12  | 13  | 14  | 15  | 16  | 17  | 18  | 19  | 20  | 21  | Punten | WK-plaats |
| ---- | -------------- | --------------------- | ------ | ----------------- | --- | --- | --- | --- | --- | --- | --- | --- | --- | --- | --- | --- | --- | --- | --- | --- | --- | --- | --- | --- | --- | ------ | --------- |
| 2016 | McLaren MP4-31 | Honda RA616H V6 Turbo | P      |                   | AUS | BHR | CHN | RUS | SPA | MON | CAN | EUR | OOS | GBR | HON | DUI | BEL | ITA | SIN | MAL | JPN | VST | MEX | BRA | ABU | 76     | 6         |
| 2016 | McLaren MP4-31 | Honda RA616H V6 Turbo | P      | Fernando Alonso   | DNF |     | 12  | 6   | DNF | 5   | 11  | DNF | DNF | 13  | 7   | 12  | 7   | 14S | 7   | 7   | 16  | 5   | 13  | 10  | 10  | 76     | 6         |
| 2016 | McLaren MP4-31 | Honda RA616H V6 Turbo | P      | Stoffel Vandoorne |     | 10  |     |     |     |     |     |     |     |     |     |     |     |     |     |     |     |     |     |     |     | 76     | 6         |
| 2016 | McLaren MP4-31 | Honda RA616H V6 Turbo | P      | Jenson Button     | 14  | DNF | 13  | 10  | 9   | 9   | DNF | 11  | 6   | 12  | DNF | 8   | DNF | 12  | DNF | 9   | 18  | 9   | 12  | 16  | DNF | 76     | 6         |
| Jaar | Chassis        | Motor                 | Banden | Coureurs          | 1   | 2   | 3   | 4   | 5   | 6   | 7   | 8   | 9   | 10  | 11  | 12  | 13  | 14  | 15  | 16  | 17  | 18  | 19  | 20  | 21  | Punten | WK-plaats |

* Het huidige seizoen
Ferrari SF16-H ·
Force India VJM09 ·
Haas VF-16 ·
Manor MRT05 ·
McLaren MP4-31 ·
Mercedes F1 W07 Hybrid ·
Red Bull RB12 ·
Renault RS16 ·
Sauber C35 ·
Toro Rosso STR11 ·
Williams FW38